# Escala de Gilliam del Trastorno de Asperger
La Escala de Gilliam del trastorno de Asperger (en inglés: Gilliam Asperger's disorder scale, abreviado GADS) es una herramienta utilizada para el diagnóstico del síndrome de Asperger. Más específicamente, se trata de una escala de valoración del comportamiento, que puede ser utilizada por individuos o profesionales, y que emplean habitualmente los psicólogos escolares.
Comprende 32 características diagnósticas repartidas en cuatro subescalas. Las subescalas son interacción social, patrones de comportamiento restringidos, patrones cognitivos y habilidades pragmáticas. A veces también se incluye una quinta subescala de ocho elementos, desarrollo temprano.
Las puntuaciones de cada una de las subescalas se suman para conformar una puntuación global, el cociente de trastorno de Asperger.
Realizar el test lleva unos 10 minutos. Al igual que la Escala de Gilliam de Evaluación del Autismo (GARS, también en sus siglas en inglés), es más sencillo de realizar que otras pruebas diagnósticas como la Escala de Observación para el Diagnóstico del Autismo (ADOS) o la Entrevista para el Diagnóstico del Autismo — Revisada (ADI-R), aunque estas dos pruebas, más complejas, se utilizan cada vez más en la investigación.